# Walter Pandiani
Walter Gerardo Pandiani Urquiza (Montevideo, Uruguay, 27 de abril de 1976) es un exfutbolista y entrenador uruguayo que se desempeñaba como delantero centro. 

## Trayectoria

### Como jugador
Comenzó jugando en Uruguay en Basáñez en 1995, donde debutó en primera el 1 de marzo frente a Danubio en Jardines,  jugó 76' con resultado de 1-1.  
En 1998 fue transferido a Peñarol donde consiguió un campeonato uruguayo, para después pasar al Deportivo de la Coruña de España durante dos temporadas. Fue cedido al Mallorca con el que ganó la Copa del Rey.  
La temporada siguiente volvió al Deportivo, aunque debido a las diferencias con el club y su entrenador, se fue a Inglaterra a jugar cedido en Birmingham City durante la segunda mitad de la temporada 2004-05, para ser fichado por el club una vez finalizada la misma. 
Luego de un año volvió a España, esta vez fichando por el Espanyol donde ganó una vez más la Copa del Rey y logró un subcampeonato en la Copa de la UEFA, edición en la que logró ser el máximo goleador. 
En julio de 2007 fichó por Osasuna, donde permaneció hasta 2011, cuando volvió al Espanyol durante un año. 
En agosto de 2012 fue fichado por el Villarreal donde permaneció por media temporada, antes de fichar en enero de 2013 por el Atlético Baleares de Palma de Mallorca junto con su hijo mayor Nicolás. 
En Palma de Mallorca jugó junto a jugadores como Bjørn Johnsen, Roque Mesa, Dani Martín y Jesús Perera entre otros. 
La temporada siguiente la militó en las filas de Miramar Misiones también junto a su hijo.
Pandiani jugó la temporada 2015-2016 en las filas del Lausanne-Sport, club suizo que consigue subir a primera división en 2016 y ser el goleador más veterano de la historia del fútbol suizo, récord que tenía el argentino Walter Samuel.
El 16 de junio de 2016, Pandiani anunció que cuelga las botas. 
Pandiani fue todo un trotamundos del fútbol español destacando sobre todo su paso por el Deportivo, donde estuvo dos etapas, y consiguió  una Copa del Rey en la temporada 2001-/02 y dos Super Copas de España 2000 y 2001. 
En la Primera División Española, el uruguayo jugó 360 partidos en los que anotó 120 goles siendo, de esta forma, uno de los mejores delanteros extranjeros de la competición. 
Además, Pandiani fue noticia por jugar con su hijo en Villarreal, Atlético Baleares y Miramar Misiones. 
Aparte de sus goles, el 'rifle' sería recordado por su camión durante su etapa en el Deportivo la Coruña (2004), Walter Pandiani decidió que el mejor medio de transporte para ir a entrenar era una cabeza de tráiler Iveco, la que le acompañó gran parte de su carrera.

### Como entrenador
En 2016, comenzaría como director deportivo y entrenador en el Club Deportivo Masnou de Primera Catalana, dándole forma a un club de barrio como lo es El Masnou. 
Cuatro meses después el uruguayo entrenaría al Juvenil A del CE Europa, que militaba en el grupo 7 de la Liga Nacional Juvenil, cogiendo el equipo en descenso y acabando la temporada en sexta posición y formando un grupo de jugadores extraordinarios.
Temporada 17/18 y 18/19 entrenaría al Juvenil A preferente acabando en segunda y sexta posición respectivamente surtiendo en las dos temporadas jugadores al primer equipo.
En julio de 2019, Walter Pandiani después de varios campus en el futbol chino vuelve a España para entrenar al Lorca FC del Grupo XIII de la Tercera División de España. El 'rifle', retirado de los terrenos tres años antes, comienza su oportunidad en los banquillos.
El 29 de diciembre de 2019, decide dimitir como entrenador del Lorca FC de la Tercera División de España junto a su cuerpo técnico por diferencias con la directiva del club murciano.
En agosto de 2020 comienza su periplo en tierras árabes, como director de cantera y entrenador sub-20, en octubre y gracias a su trabajo es ascendido como entrenador principal del primer equipo y líder del proyecto en la First Division League (segunda división) en los Emiratos Árabes Unidos hasta mayo del 2021.
El 17 de julio de 2021 El rifle se convierte en el Entrenador del Primer Equipo del  Club Atlético Cerro de la Segunda División Profesional uruguaya. Le acompañaron en el cuerpo técnico, Walter ¨Bocha¨ Caprile como segundo entrenador, exfutbolista profesional, entre otros clubes, de Club Atlético Cerro y Nicolás García Caamaño, como preparador físico, que también acompañó al Rifle en Emiratos Árabes.
En el club "villero" realizó una gran campaña, consiguiendo sacar a Cerro de la zona de descenso a tercera división y logrando colocarlo en zona de play-offs por el tercer ascenso a primera. Finalmente pierden la final por el ascenso con Defensor Sporting y a principios de la temporada siguiente es cesado de su cargo por diferencias con la directiva.
En 2024 asume como entrenador de Miramar Misiones de la Primera División de Uruguay, con el objetivo casi imposible de salvar al equipo del descenso a segunda, pero que tras una espectacular remontada logra cumplirlo en la última fecha.

Finalmente, a principios de 2025 es cesado a inicios del Torneo Apertura, que increíblemente ya en la tercera fecha tuvo la baja de dos entrenadores.

## Clubes como entrenador
| Club               | País                   | Año       |
| ------------------ | ---------------------- | --------- |
| CD Masnou          | España                 | 2016      |
| CE Europa U19      | España                 | 2016-2017 |
| CEL´hospitalet U19 | España                 | 2017-2019 |
| Lorca FC           | España                 | 2019      |
| Dibba Al-Hisn SC   | Emiratos Árabes Unidos | 2020-2021 |
| Cerro              | Uruguay                | 2021-2022 |
| Cerrito            | Uruguay                | 2022      |
| Albion             | Uruguay                | 2023      |
| Miramar Misiones   | Uruguay                | 2024-2025 |

## Estadísticas

### Como jugador
| Club                                                     | Temporada                                                | Liga                                                     | Liga                                                     | Copas Nacionales                                         | Copas Nacionales                                         | Copas Internacionales     | Copas Internacionales     | Total | Total |
| Club                                                     | Temporada                                                | Part.                                                    | Goles                                                    | Part.                                                    | Goles                                                    | Part.                     | Goles                     | Part. | Goles |
| -------------------------------------------------------- | -------------------------------------------------------- | -------------------------------------------------------- | -------------------------------------------------------- | -------------------------------------------------------- | -------------------------------------------------------- | ------------------------- | ------------------------- | ----- | ----- |
| Progreso · Uruguay                                       | 1995-1997                                                | 22                                                       | 12                                                       | -                                                        | -                                                        | -                         | -                         | 22    | 12    |
| Progreso · Uruguay                                       | Total                                                    | 22                                                       | 12                                                       | 0                                                        | 0                                                        | 0                         | 0                         | 22    | 12    |
| Basáñez · Uruguay                                        | 1997-1998                                                | 0                                                        | 0                                                        | -                                                        | -                                                        | -                         | -                         | 0     | 0     |
| Basáñez · Uruguay                                        | Total                                                    | 0                                                        | 0                                                        | 0                                                        | 0                                                        | 0                         | 0                         | 0     | 0     |
| Peñarol · Uruguay                                        | 1998                                                     | 21                                                       | 7                                                        | -                                                        | -                                                        | 8                         | 4                         | 29    | 11    |
| Peñarol · Uruguay                                        | 1999                                                     | 35                                                       | 18                                                       | -                                                        | -                                                        | 16                        | 8                         | 50    | 26    |
| Peñarol · Uruguay                                        | 2000                                                     | 15                                                       | 9                                                        | -                                                        | -                                                        | -                         | -                         | 15    | 9     |
| Peñarol · Uruguay                                        | Total                                                    | 71                                                       | 34                                                       | -                                                        | -                                                        | 24                        | 12                        | 95    | 46    |
| Deportivo de La Coruña · España                          | 2000-01                                                  | 25                                                       | 7                                                        | 2                                                        | 1                                                        | 12                        | 5                         | 39    | 13    |
| Deportivo de La Coruña · España                          | 2001-02                                                  | 18                                                       | 5                                                        | 5                                                        | 2                                                        | 10                        | 1                         | 33    | 8     |
| Deportivo de La Coruña · España                          | Total                                                    | 43                                                       | 12                                                       | 7                                                        | 3                                                        | 22                        | 6                         | 72    | 21    |
| Mallorca · España                                        | 2002-03                                                  | 33                                                       | 13                                                       | 7                                                        | 5                                                        | –                         | –                         | 40    | 18    |
| Mallorca · España                                        | Total                                                    | 33                                                       | 13                                                       | 7                                                        | 5                                                        | –                         | –                         | 40    | 18    |
| Deportivo de La Coruña · España                          | 2003-04                                                  | 28                                                       | 14                                                       | 2                                                        | 0                                                        | 12                        | 6                         | 42    | 20    |
| Deportivo de La Coruña · España                          | 2004-05                                                  | 15                                                       | 6                                                        | –                                                        | –                                                        | 7                         | 1                         | 22    | 7     |
| Deportivo de La Coruña · España                          | Total                                                    | 43                                                       | 20                                                       | 2                                                        | 0                                                        | 19                        | 7                         | 64    | 27    |
| Birmingham City Inglaterra                               | 2004-05                                                  | 14                                                       | 4                                                        | –                                                        | –                                                        | –                         | –                         | 14    | 4     |
| Birmingham City Inglaterra                               | 2005-06                                                  | 17                                                       | 2                                                        | 4                                                        | 0                                                        | –                         | –                         | 21    | 2     |
| Birmingham City Inglaterra                               | Total                                                    | 31                                                       | 6                                                        | 4                                                        | 0                                                        | –                         | –                         | 35    | 6     |
| Espanyol · España                                        | 2005-06                                                  | 18                                                       | 1                                                        | 5                                                        | 2                                                        | 2                         | 0                         | 25    | 3     |
| Espanyol · España                                        | 2006-07                                                  | 34                                                       | 7                                                        | 2                                                        | 0                                                        | 14                        | 11                        | 48    | 18    |
| Espanyol · España                                        | Total                                                    | 52                                                       | 8                                                        | 7                                                        | 2                                                        | 16                        | 11                        | 66    | 21    |
| Osasuna · España                                         | 2007-08                                                  | 18                                                       | 2                                                        | 2                                                        | 1                                                        | –                         | –                         | 20    | 3     |
| Osasuna · España                                         | 2008-09                                                  | 24                                                       | 11                                                       | 4                                                        | 2                                                        | –                         | –                         | 28    | 13    |
| Osasuna · España                                         | 2009-10                                                  | 29                                                       | 11                                                       | 5                                                        | 1                                                        | –                         | –                         | 34    | 12    |
| Osasuna · España                                         | 2010-11                                                  | 21                                                       | 3                                                        | –                                                        | –                                                        | –                         | –                         | 21    | 3     |
| Osasuna · España                                         | Total                                                    | 92                                                       | 27                                                       | 11                                                       | 4                                                        | –                         | –                         | 103   | 31    |
| Espanyol · España                                        | 2011-12                                                  | 16                                                       | 3                                                        | –                                                        | –                                                        | –                         | –                         | 16    | 3     |
| Espanyol · España                                        | Total                                                    | 16                                                       | 3                                                        | –                                                        | –                                                        | –                         | –                         | 16    | 3     |
| Villarreal · España                                      | 2012-13                                                  | 17                                                       | 2                                                        | 1                                                        | 0                                                        | –                         | –                         | 18    | 2     |
| Villarreal · España                                      | Total                                                    | 17                                                       | 2                                                        | 1                                                        | 0                                                        | –                         | –                         | 18    | 2     |
| Atlético Baleares · España                               | 2013                                                     | 9                                                        | 1                                                        | –                                                        | –                                                        | –                         | –                         | 9     | 1     |
| Atlético Baleares · España                               | Total                                                    | 9                                                        | 1                                                        | -                                                        | -                                                        | –                         | –                         | 9     | 1     |
| Miramar Misiones · Uruguay                               | 2014                                                     | 18                                                       | 7                                                        | –                                                        | –                                                        | –                         | –                         | 18    | 7     |
| Miramar Misiones · Uruguay                               | Total                                                    | 18                                                       | 7                                                        | -                                                        | -                                                        | –                         | –                         | 18    | 7     |
| Lausanne-Sport · Suiza                                   | 2015-16                                                  | 18                                                       | 1                                                        | –                                                        | –                                                        | –                         | –                         | 18    | 1     |
| Lausanne-Sport · Suiza                                   | Total                                                    | 18                                                       | 1                                                        | -                                                        | -                                                        | –                         | –                         | 18    | 1     |
| Total Clubes                                             | Total Clubes                                             | 465                                                      | 146                                                      | 40                                                       | 14                                                       | 81                        | 36                        | 586   | 196   |
| Selección                                                | Selección                                                | Copa del Mundo                                           | Copa del Mundo                                           | Copa América                                             | Copa América                                             | Amistosos y Eliminatorias | Amistosos y Eliminatorias | Total | Total |
| Uruguay                                                  | Uruguay                                                  | –                                                        | –                                                        | –                                                        | –                                                        | 4                         | 0                         | 4     | 0     |
| Última actualización: FC Wil vs. Lausanne Sport 27.05.16 | Última actualización: FC Wil vs. Lausanne Sport 27.05.16 | Última actualización: FC Wil vs. Lausanne Sport 27.05.16 | Última actualización: FC Wil vs. Lausanne Sport 27.05.16 | Última actualización: FC Wil vs. Lausanne Sport 27.05.16 | Última actualización: FC Wil vs. Lausanne Sport 27.05.16 | Total carrera             | Total carrera             | 590   | 196   |

### Como entrenador
- Actualizado hasta el 14 de mayo de 2022.

| Club      | País    | Año       | PJ | PG | PE | PP | GF | GC | GD | Rendimiento |
| --------- | ------- | --------- | -- | -- | -- | -- | -- | -- | -- | ----------- |
| Cerro     | Uruguay | 2021-2022 | 32 | 17 | 6  | 9  | 32 | 25 | +7 | 59.73%      |
| Cerrito   | Uruguay | 2022      | 5  | 0  | 2  | 3  |    |    |    |             |
| Albion FC | Uruguay | 2023      | 34 | 13 | 5  | 16 |    |    |    |             |

## Palmarés

### Campeonatos nacionales
| Título                    | Club                   | País    | Año     |
| ------------------------- | ---------------------- | ------- | ------- |
| Torneo Clausura           | Peñarol                | Uruguay | 1999    |
| Campeonato Uruguayo       | Peñarol                | Uruguay | 1999    |
| Supercopa de España       | Deportivo de La Coruña | España  | 2000    |
| Copa del Rey              | Deportivo de La Coruña | España  | 2001-02 |
| Supercopa de España       | Deportivo de La Coruña | España  | 2002    |
| Copa del Rey              | Mallorca               | España  | 2002-03 |
| Copa del Rey              | Espanyol               | España  | 2005-06 |
| Segunda División de Suiza | Lausanne Sport         | Suiza   | 2015-16 |

### Distinciones individuales
| Distinción                                       | Año  |
| ------------------------------------------------ | ---- |
| Máximo goleador de la Copa de la UEFA (11 goles) | 2007 |